# Vesicularia subsphaerica
Vesicularia subsphaerica är en bladmossart som beskrevs av Brotherus 1908. Vesicularia subsphaerica ingår i släktet Vesicularia och familjen Hypnaceae. Inga underarter finns listade i Catalogue of Life.